# Tramwaje w Jekaterynburgu

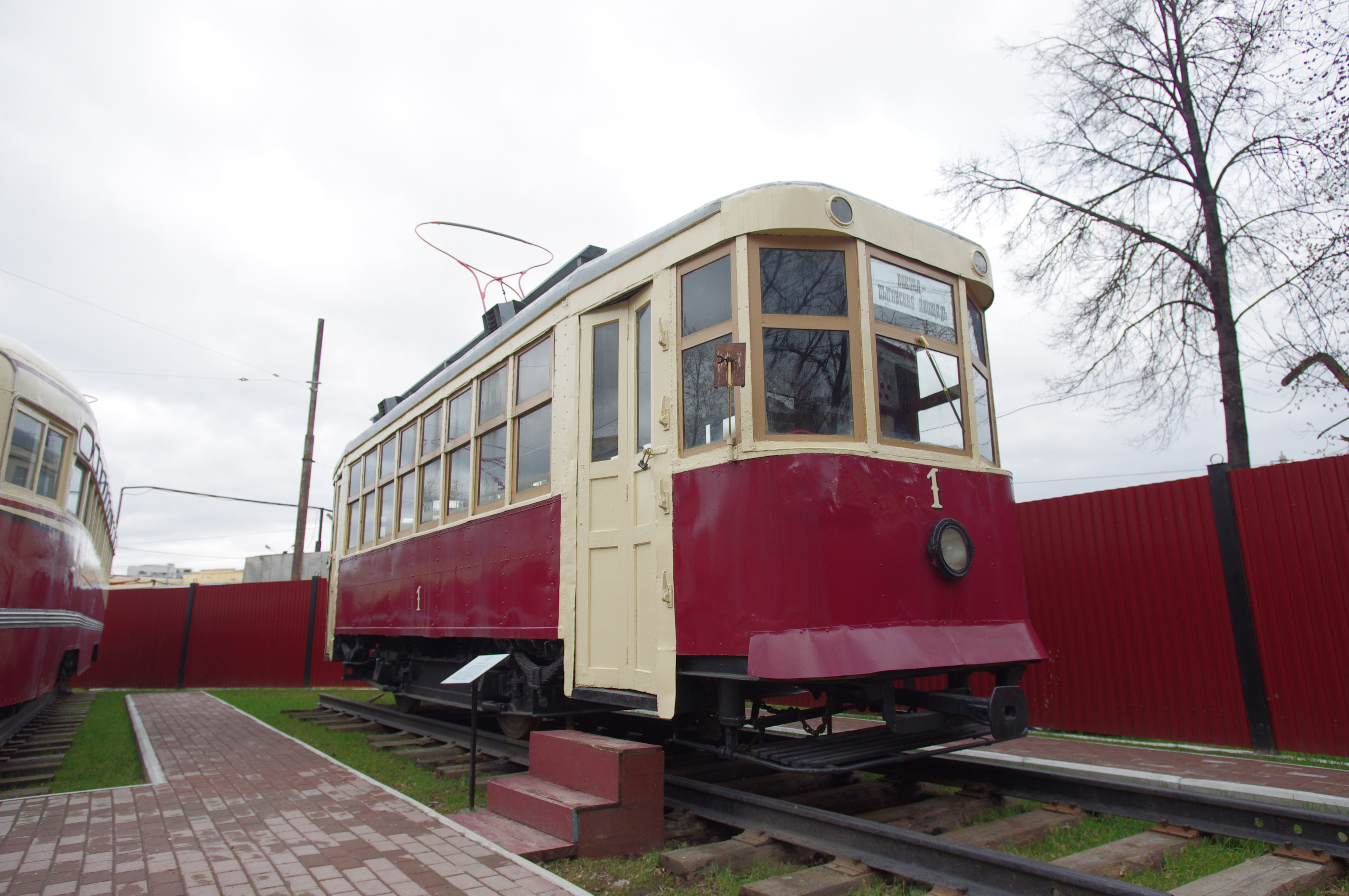
Pomnik pierwszego jekaterynburskiego tramwaju

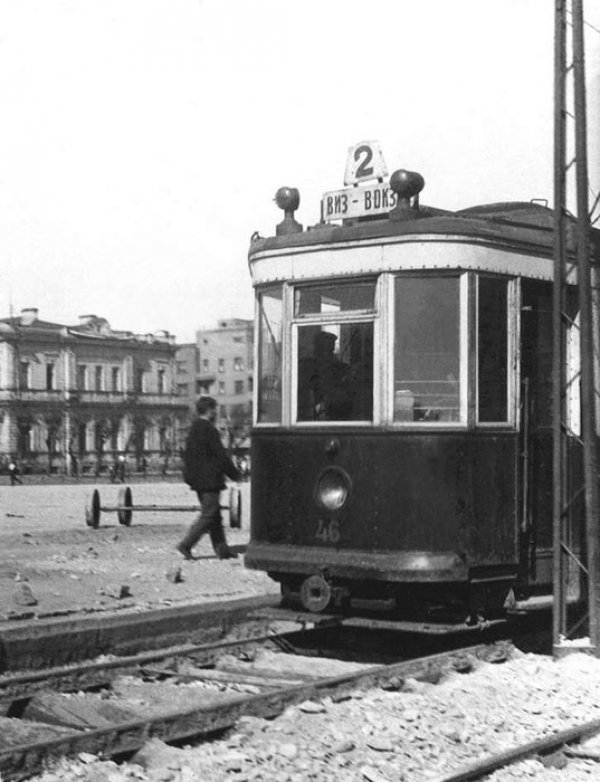
Tramwaj linii nr 2, początek lat 30. XX wieku

Tramwaje w Jekaterynburgu – system komunikacji tramwajowej działający w rosyjskim mieście Jekaterynburg.

## Historia
Po raz pierwszy budowę linii tramwajowej zaproponowano w 1896. Zatwierdzenie wersji linii tramwajowej i terminów budowy nastąpiło w sierpniu 1928. 7 listopada 1929 rozpoczęto eksploatację linii tramwajowej o łącznej długości 12 km. Głównym inżynierem budowy był N. Jegorow, Na początku eksploatowano tramwaje typu Ch. Do końca 1929 tramwaje przewiozły ponad 1 mln pasażerów. W późniejszych latach kilkakrotnie przedłużano linie tramwajowe. Na początku wojny w 1941, na 11 linii wyjeżdżało 123 wagonów. W 1949 długość torów wynosiła 76,2 km. Pierwsze 4 tramwaje typu MTW-82 dostarczono w 1950 z fabryki w Rydze. Kolejne 11 wagonów MTW-82 dostarczono w 1951.
W 1958 otrzymano pierwsze 13 wagonów T2 oraz 6 wagonów MTW-82. Pierwsze tramwaje RWZ-6 otrzymano w 1961. W 1964 rozpoczęto eksploatację tramwajów Tatra T3SU, łącznie do 1986 dostarczono 530 wagonów. Długość torowisk w 1965 wynosiła 128,9km., także w tym samym roku Jekaterynburg otrzymał 20 tramwajów Tatra T3SU. Od 1978 rozpoczęto dostawy tramwajów T3SU w wersji trzy drzwiowej w tym roku dostarczono 66 tych tramwajów. Pierwsze tramwaje tyrystorowe Jekaterynburg otrzymał w 1987 – było to 6 Tatr T3. W 1992 otwarto ostatni jak dotąd odcinek linii tramwajowej do Pałacu Sportu (kursuje tam linia nr 32). W 1997 wyprodukowano pierwszy tramwaj 71-402, a w 2003 wyprodukowano pierwszy tramwaj 71-403. 1 listopada 2012 otwarto linię tramwajową w ulicy Fuczika zakończoną pętlą Stancyja mietro „Botaniczeskaja”. Po nowej trasie kursują tramwaje linii 5 i 34.
Obecnie system składa się z 30 linii, 3 zajezdni, ok. 450 tramwajów. Planuje się uruchomienie trasy szybkiego tramwaju o długości 7,7 km do nowej dzielnicy akademickiej. Oprócz tramwajów w Jekaterynburgu kursują także metro i trolejbusy.

## Zajezdnie
W Jekaterynburgu działają trzy zajezdnie tramwajowe i jedna techniczna.
Zajezdnie tramwajowe:
- północna zajezdnia tramwajowa (Siewiernoje tramwajnoje diepo). Zajezdnia obsługuje linie: 2, 5, 7, 8, 13, 16, 17, 22, 23, 24[2].
- południowa zajezdnia tramwajowa (Jużnoje tramwajnoje diepo). Zajezdnia obsługuje linie: 4, 9, 10, 14, 15, 20, 25, 27, 31, 34[3].
- zachodnia zajezdnia tramwajowa (Zapadnoje tramwajnoje diepo). Zajezdnia obsługuje linie: 1, 3, 6, 11, 13, 18, 19, 21, 26, 32, 33[4].

## Linie tramwajowe
Według stanu z grudnia 2017 r. w Jekaterynburgu kursowały następujące linie tramwajowe:
| Linia | Trasa                                              |
| ----- | -------------------------------------------------- |
| 1     | WIZ ↔ Wtorczermiet                                 |
| 2     | Friezierowszczikow ↔ WIZ                           |
| 3     | CPKiO ↔ WIZ                                        |
| 4     | Jużnaja ↔ Szartasz                                 |
| 5     | 40 let WŁKSM ↔ UZTM                                |
| 5а    | Szartasz ↔ UZTM                                    |
| 6     | CPKiO ↔ Maszynostroitielej                         |
| 7     | Elmasz ↔ 7 kluczej                                 |
| 8     | 40 let WŁKSM ↔ Maszynostroitielej                  |
| 9     | Kieramiczeskaja ↔ CPKIO                            |
| 10    | CPKiO ↔ 7 kluczej                                  |
| 11    | Zielonyj ostrow ↔ WIZ                              |
| 12    | WIZ ↔ 7 kluczej                                    |
| 13    | 40 let WŁKSM ↔ 7 kluczej                           |
| 14    | Kieramiczeskaja ↔ Elmasz                           |
| 15    | 40 let WŁKSM ↔ Wtorczermiet                        |
| 16    | Szartasz ↔ Elmasz                                  |
| 17    | Maszynostroitielej ↔ Elmasz                        |
| 18    | Wołgogradskaja ↔ Szartasz                          |
| 19    | Wołgogradskaja ↔ Maszynostroitielej                |
| 20    | Szartasz ↔ CPKiO                                   |
| 21    | CPKiO ↔ CPKiO                                      |
| 22    | Maszynostroitielej ↔ Maszynostroitielej            |
| 23    | Maszynostroitielej ↔ 40 let WŁKSM                  |
| 24    | UZTM ↔ 7 kluczej                                   |
| 25    | Friezierowszczikow ↔ Kieramiczeskaja               |
| 26    | Wołgogradskaja ↔ Wołgogradskaja                    |
| 27    | Kuszwinskaja ↔ Kieramiczeskaja                     |
| 32    | Dworiec sporta ↔ 40 let WŁKSM                      |
| 33    | Dworiec sporta ↔ CPKiO                             |
| 34    | Stancyja mietro „Botaniczeskaja” ↔ Kieramiczeskaja |

## Tabor
W Jekaterynburgu w czerwcu 2018 r. eksploatowano 455 wagonów tramwajowych.
| Zdjęcie        | Typ            | Liczba |
| -------------- | -------------- | ------ |
|                | Tatra T3SU     | 322    |
|                | Tatra T6B5     | 71     |
|                | 71-402         | 19     |
|                | 71-405         | 26     |
|                | 71-403         | 9      |
|                | 71-405-11      | 8      |
| Łączna liczba: | Łączna liczba: | 455    |

Tabor techniczny składa się z 42 wagonów, w tym 13 wagonów Tatra T3SU.